# Toys for Bob
Toys for Bob (укр. Іграшки для Боба) — американська компанія, яка була заснована Полом Рейч і Фредом Фордом в 1989 році. Вони відомі створенням гри Star Control і її продовженням Star Control II, однак вони не брали участь у створенні Star Control 3. Після цього вони створили кілька ігор для Crystal Dynamics, поєднуючи екшен і стратегії вони створили The Horde, Pandemonium і The Unholy War (а також Little Witching Mischiefs в Японії для Bandai).
3 травня 2005 року компанія була куплена компанією Activision. На даний момент співробітники Toys For Bob підписали довгостроковий контракт з Activision.
В 12 лютого 2011 з'ясувалося, що Toys For Bob працює над Skylanders: Spyro's Adventure для Activision.
 Також, у лютому 2012 року було оголошено, що компанія працює над новою грою в серії Skylanders: Giants.
Студія взяла собі назву Toys for Bob, щоб стимулювати цікавість і відрізнятися від інших студій. З Crystal Dynamics як видавцем вони розробили кілька ігор, серед яких The Horde, Pandemonium! і The Unholy War. На початку 2000-х студія перейшла до роботи над ліцензійними іграми, перш ніж була звільнена Crystal Dynamics. Разом із Террі Фолсом, співвласником студії, Райх і Форд зареєстрували її у 2002 році. Незабаром їхнім видавцем стала Activision, яка зрештою придбала студію у 2005 році. Toys for Bob створила серію Skylanders, коли Activision злилася з Vivendi Games і придбала франшизу Spyro. Розробники Toys for Bob вже експериментували з використанням фізичних іграшок для взаємодії з відеоіграми і вважали, що ця технологія буде ідеальною для всесвіту персонажів Spyro. Винахідником жанру іграшок, що втілюють у життя, вважають гру Skylanders, що вийшла у 2011 році: Spyro's Adventure" був визнаний технологічним і комерційним проривом. Це призвело до створення серії з кількома успішними іграми, яка принесла Activision мільярд доларів доходу за перші 15 місяців і отримала кілька нагород. У 2018 році Toys for Bob взяла участь у розробці ремастерів Crash Bandicoot N. Sane Trilogy та Spyro Reignited Trilogy, завоювавши репутацію лідера у відродженні ігор для оригінальної PlayStation.  
Після виходу Crash Bandicoot 4: It's About Time у 2020 році Райх і Форд покинули компанію, щоб заснувати незалежну студію. Під час роботи над серією Call of Duty "Іграшки для Боба" очолили Пол Ян та Ейвері Лодато. Після того, як материнська компанія Activision, Activision Blizzard, зіткнулася з судовими позовами через домагання та дискримінацію на робочому місці, Microsoft оголосила про угоду з придбання холдингу за 68,7 мільярда доларів у 2022 році.  

## Ігри
| Назва                                         | Рік випуску | Платформа                                                        |
| --------------------------------------------- | ----------- | ---------------------------------------------------------------- |
| Star Control                                  | 1990        | DOS, Sega Mega Drive/Genesis                                     |
| Star Control II                               | 1992        | 3DO Interactive Multiplayer, DOS                                 |
| The Horde                                     | 1994        | 3DO Interactive Multiplayer, MS-DOS                              |
| Pandemonium                                   | 1996        | PlayStation, Sega Saturn                                         |
| The Unholy War                                | 1998        | PlayStation                                                      |
| Maikko Dai Sakusen: Little Witching Mischiefs | 1999        | PlayStation                                                      |
| 102 Dalmatians: Puppies to the Rescue         | 2000        | PlayStation                                                      |
| Disney's Extreme Skate Adventure              | 2003        | Nintendo Gamecube, PlayStation 2, Xbox                           |
| Madagascar                                    | 2005        | Nintendo Gamecube, PlayStation 2, Xbox                           |
| Tony Hawk's Downhill Jam                      | 2006        | Wii                                                              |
| Madagascar: Escape 2 Africa                   | 2008        | PlayStation 2, PlayStation 3, Wii, Xbox 360                      |
| Skylanders: Spyro's Adventure                 | 2011        | Mac OS X, Microsoft Windows, PlayStation 3, Wii, Xbox 360        |
| Skylanders: Giants                            | 2012        | Mac OS X, Microsoft Windows, PlayStation 3, Wii, Xbox 360, Wii U |